# Idioma puyuma
La lengua puyuma o pinuyumayano (chino: 卑南語; pinyin: bēinányǔ), es la lengua de los puyuma, un pueblo indígena de Taiwán. Es una lengua formosana divergente de la familia austronesia. La mayoría de los hablantes son adultos mayores.
El puyuma es una de las lenguas austronesias más divergentes y queda fuera de las reconstrucciones del protoaustronesio.

## Dialectos
La clasificación interna de los dialectos puyuma que figura a continuación procede de Ting (1978). El Nanwang Puyuma se considera relativamente conservador desde el punto de vista fonológico, pero innovador desde el punto de vista gramatical, ya que conserva las plosivas sonoras proto-puyuma, pero sincretiza el uso de los casos oblicuo y genitivo.
- Proto-Puyuma
  - Nanwang
  - (Rama principal)
    - Pinaski–ulivelivek
      - Pinaski
      - Ulivelivek

    - Rikavung
    - Kasavakan–katipul
      - Kasavakan
      - Katipul

Los pueblos que hablan puyuma son:
Grupo puyuma ('nacido del bambú')
- Puyuma (en chino: Nanwang 南王)
- Apapulu (Paosang 寶桑)

Grupo Katipul ('nacido de una piedra')
- Alipai (Pinlang 賓朗)
- Pinaski (Hsia Pinlang 下賓朗); a 2 km al norte de Puyuma/Nanwang, y mantiene estrechas relaciones con ella.
- Pankiu (Pankiu 班鳩)
- Kasavakan (Chienhe 建和)
- Katratripul (Chihpen 知本)
- Likavung (Lichia 利嘉)
- Tamalakaw (Taian 泰安)
- Ulivelivek (Chulu 初鹿)

## Fonología
El puyuma tiene 18 consonantes y 4 vocales:
|             |             | Bilabial | Alveolar | Retrofleja | Palatal | Velar  | Glotal |
| ----------- | ----------- | -------- | -------- | ---------- | ------- | ------ | ------ |
| Nasal       | Nasal       | m        | n        |            |         | ŋ ⟨ng⟩ |        |
| Oclusiva    | Sorda       | p        | t        | ʈ ⟨tr⟩     |         | k      | ʔ ⟨’⟩  |
| Oclusiva    | Sonora      | b        | d        | ɖ ⟨dr⟩     |         | ɡ      |        |
| Fricativa   | Fricativa   |          | s        |            |         |        |        |
| Vibrante    | Vibrante    |          | r        |            |         |        |        |
| Aproximante | Aproximante |          | l ⟨lr⟩   | ɭ ⟨l⟩      | j ⟨y⟩   | w      |        |

|         | Posterior | Central | Anterior |
| ------- | --------- | ------- | -------- |
| Cerrada | i         |         | u        |
| Media   |           | ə ⟨e⟩   |          |
| Abierta |           | a       |          |

Téngase en cuenta que Teng utiliza ⟨lr⟩ para /ɭ/ y ⟨l⟩ para /l/, a diferencia de la versión oficial. En este artículo se utiliza la ortografía oficial.

## Gramática

### Morfología
Los verbos puyuma tienen cuatro tipos de foco:
1. Foco actor: Ø (sin marca), -em-, -en- (después de labiales), me-, meʔ-, ma-.
2. Foco objeto: -aw
3. Foco referente: -ay
4. Foco instrumental: -anay

Existen tres aspectos verbales:
1. Perfecto
2. Imperfecto
3. Futuro

Hay dos modos:
1. Imperativo
2. Futuro hortativo

Los afijos incluyen:
- Perfecto: Ø (sin marca)
- Imperfecto: Reduplicación; -a-
- Futuro: Reduplicación, a veces sólo -a-
- Futuro hortativo: -a-
- Modo imperativo: Ø (sin marca)

|            |            | Activo         | Paciente       | Locativo       | Causativo        |
| ---------- | ---------- | -------------- | -------------- | -------------- | ---------------- |
| Realis     | Sin marca  | tremakaw       | trakawaw       | trakaway       | trakawanay       |
| Realis     | Progresivo | trematrakaw    | tratrakawaw    | tratrakaway    | tratrakawanay    |
| Realis     | Durativo   | trematratrakaw | tratratrakawaw | tratratrakaway | tratratrakawanay |
| Irrealis   | Irrealis   | tratrakaw      | tratrakawi     | tratrakawi     | tratrakawan      |
| Imperativo | Imperativo | trakaw         | trakawi        | trakawu        | trakawan         |
| Hortativo  | Hortativo  | tremakawa      | —              | —              | —                |

### Sintaxis
El puyuma tiene un orden verbal inicial.
Los artículos incluyen:
- i - personal singular
- a - no personal singular
- na - plural (personal y no personal)

### Pronombres
Los pronombres personales del puyuma son:
| Tipo de pronombre | Nominativo | Oblicuo: Directo | Oblicuo: Indirecto | Oblicuo No sujeto | Neutral |
| ----------------- | ---------- | ---------------- | ------------------ | ----------------- | ------- |
| 1ª s.             | nanku      | kanku, kananku   | draku, drananku    | kanku             | kuiku   |
| 2ª s.             | nanu       | kanu, kananu     | dranu, drananu     | kanu              | yuyu    |
| 3ª s.             | nantu      | kantu, kanantu   | dratu, dranantu    | kantaw            | taytaw  |
| 1ª p. (incl.)     | nanta      | kanta, kananta   | drata, drananta    | kanta             | taita   |
| 1ª p. (excl.)     | naniam     | kaniam, kananiam | draniam, drananiam | kaniam            | mimi    |
| 2ª p.             | nanemu     | kanemu, kananemu | dranemu, drananemu | kanemu            | muimu   |
| 3ª p.             | nantu      | kantu, kanantu   | dratu, dranantu    | kantaw            | –       |

| Tipo de pronombre | Nominativo (Sujeto) | Nominativo (Poseedor del sujeto) | Genitivo |
| ----------------- | ------------------- | -------------------------------- | -------- |
| 1ª s.             | =ku                 | ku=                              | ku=      |
| 2ª s.             | =yu                 | nu=                              | nu=      |
| 3ª s.             | –                   | tu=                              | tu=      |
| 1ª p. (incl.)     | =ta                 | ta=                              | ta=      |
| 1ª p. (excl.)     | =mi                 | niam=                            | mi=      |
| 2ª p.             | =mu                 | mu=                              | mu=      |
| 3ª p.             | –                   | tu=                              | tu=      |

### Afijos
Los afijos del puyuma son:
Prefijos
- ika-: la forma de; formar; modelar
- ka-: marcador estativo
- kara-: colectivo, hacer algo juntos
- kare-: el número de veces
- ki-: conseguir algo
- kir-: ir en contra (voluntariamente)
- kitu-: volverse
- kur-: estar expuesto a; estar juntos (pasivamente)
- m-, ma-: afijo de voz de actor/afijo de transitivo
- maka-: a lo largo de; enfrentarse a
- mara-: marcador comparativo/superlativo
- mar(e)-: recíproco; pluralidad de relaciones
- mi-: tener; usar
- mu-: marcador anticausativo
- mutu-: convertirse, transformarse en
- pa-/p-: marcador causativo
- pu-: poner
- puka-: marcador numeral ordinal
- piya-: mirar en una dirección determinada
- si-: pretender
- tara-: usar (un instrumento), hablar (una lengua)
- tinu-: simular
- tua-: hacer, formar
- u-: ir
- ya-: pertenecer a; nominalizador

Sufijos
- -a: marcador perfectivo; clasificador numeral
- -an: nominalizador; marcador colectivo/plural
- -anay: afijo de voz de transporte/afijo transitivo
- -aw: afijo de voz paciente/afijo transitivo
- -ay: afijo de voz locativo/afijo transitivo
- -i, -u: marcador transitivo imperativo

Infijos
- -in-: marcador perfectivo
- -em-: afijo de voz de actor/afijo de transitivo

Circunfijos
- -in-anan: los miembros de
- ka- -an: un periodo de tiempo
- muri- -an: la forma en que uno está haciendo algo; la forma en que se hizo algo
- sa- -an: personas que hacen cosas juntas
- sa- -enan: personas que pertenecen a la misma comunidad
- si- -an: nominalizador
- Ca- -an, CVCV- -an: colectividad, pluralidad